# 北部新区 (天津市)

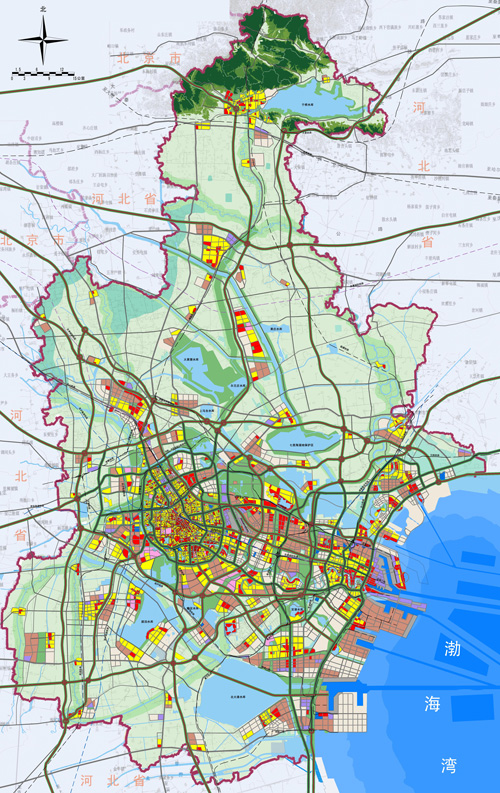
天津市近期建设规划中已经明确了北部新区的用地规划

北部新区位于天津市中心城区北部，规划总用地约105平方公里，定位为服务型、科技型、生态型新城区。

## 规划范围
北部新区规划范围为：东至外环线东北部调整线，西南至外环北路，北至永定新河，规划总用地面积约105平方公里，其中北辰区71平方公里，东丽区34平方公里。

## 城区布局
北部新区的城区布局结构，可以概括为“一心、三区、四带”。
其中，“一心”是指中心城区北部的公共服务中心，综合发展企业总部型商务办公、商业、餐饮、文化娱乐等功能；“三区”指三大功能片区，包括“北部休闲与生活片区”、“中部科研与文创片区”和“南部休闲与生活片区”；“四带”是指强化北部新区和中心城区的联系的四条城市发展带，实现北部新区和中心城区一体化发展。